# Ścigacz okrętów podwodnych

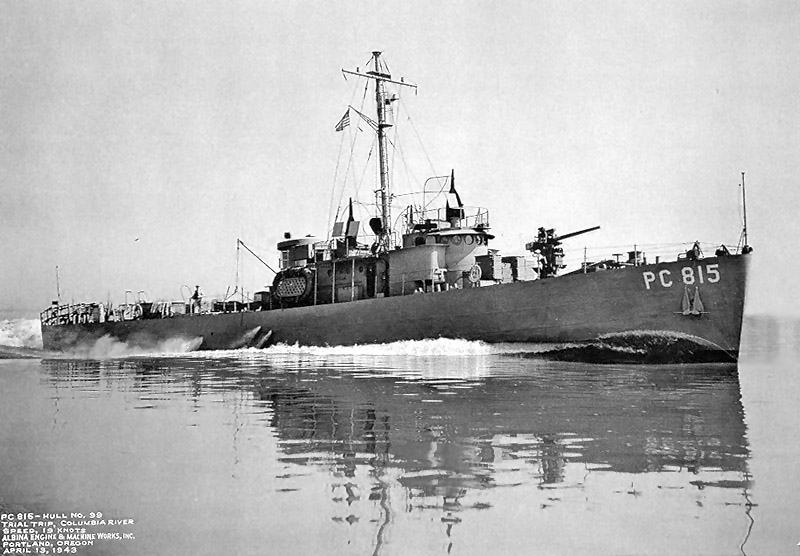
Amerykański ścigacz okrętów podwodnych PC-815 (II wś.)

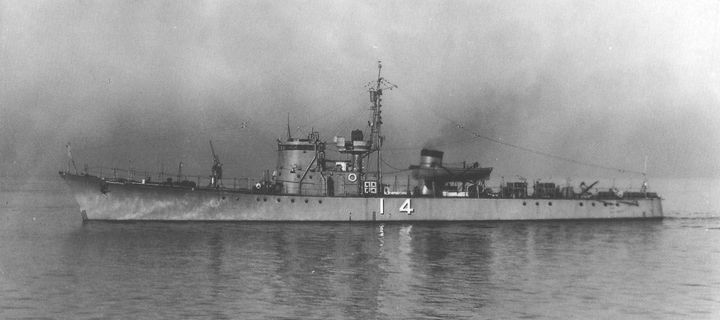
Japoński duży ścigacz okrętów podwodnych Ch 14 (II wś.)

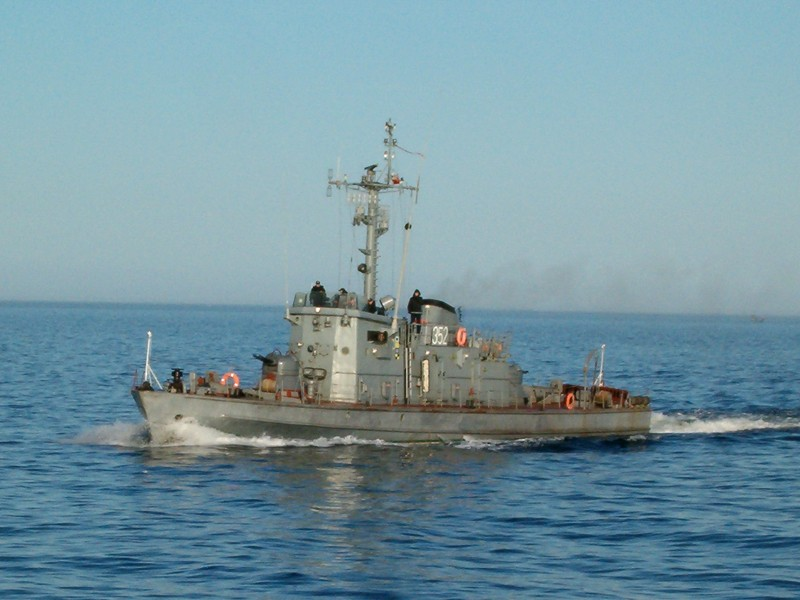
ORP „Wytrwały” proj. 912M

Ścigacz okrętów podwodnych – klasa niewielkich okrętów przeznaczonych do zwalczania okrętów podwodnych, w zanurzeniu i na powierzchni, obecnie w większości zanikła. Ich wyporność wynosiła od kilkudziesięciu do ponad 400 ton. Przeznaczone były głównie do działań przybrzeżnych.

## Powstanie
Klasa ścigaczy okrętów podwodnych wywodzi się z okrętów patrolowych. Potrzeba pojawienia się tej klasy powstała podczas I wojny światowej, kiedy okręty podwodne zaczęły być groźną i w pełni wykształconą bronią. Rozpoczęto wówczas budowę niewielkich okrętów przeznaczonych specjalnie do walki z nimi i mogących odciążyć od tego zadania niszczyciele. Protoplastami okrętów przeznaczonych do zwalczania okrętów podwodnych były brytyjskie okręty patrolowe typu P o wyporności 600 ton. Pod koniec I wojny światowej, w USA rozpoczęto budowę licznych małych jednostek o wyporności 75 ton, oznaczonych skrótem SC – od ang. submarine chaser – dosłownie: ścigacz (prześladowca, łowca) okrętów podwodnych. Wtedy też pojawiła się po raz pierwszy ta nazwa klasy, której tłumaczenia, odwołujące się do ścigania lub polowania, zaadaptowano także w innych językach. W polskiej terminologii, sam termin „ścigacz” uległ nawet oderwaniu od swojego pierwotnego znaczenia i był używany także na określenie kutrów artyleryjskich lub torpedowych.

## Charakterystyki
Głównym uzbrojeniem do zwalczania okrętów podwodnych, od początku do końca istnienia tej klasy, były bomby głębinowe, zrzucane zwykle z pochylni (zrzutni) rufowych. Na większych jednostkach stosowano także miotacze bomb głębinowych. Od okresu II wojny światowej na części okrętów zaczęto stosować wyrzutnie rakietowych bomb głębinowych (początkowo amerykański Mousetrap).
Uzbrojenie artyleryjskie ścigaczy było stosunkowo słabe, służące głównie do zwalczania wynurzonych okrętów podwodnych, a następnie też samoobrony przed samolotami. Składało się zwykle z kilku działek przeciwlotniczych małego kalibru lub karabinów maszynowych, a czasami z armaty kalibru 75–85 mm.
Konstrukcja i charakterystyki ścigaczy okrętów podwodnych zmieniały się w toku ich rozwoju w niewielkim stopniu, poza ulepszeniami wyposażenia i uzbrojenia. Na okrętach tej klasy montowano udoskonalane hydrofony, a następnie sonary i stacje hydrolokacyjne, służące do wykrywania okrętów podwodnych. Oprócz zwalczania okrętów podwodnych, ścigacze nadawały się do zadań patrolowych, a większe okręty tego typu także do eskortowania konwojów, zwłaszcza przybrzeżnych. Większymi okrętami przeciwpodwodnymi były eskortowce i korwety (należy wspomnieć, że granica między nimi a dużymi ścigaczami okrętów podwodnych nie była obiektywnie zdefiniowana i zależała w dużej mierze od klasyfikacji w danym państwie). Budowano też pomocnicze ścigacze okrętów podwodnych, będące prostszymi jednostkami, zazwyczaj wolniejszymi, często opartymi na konstrukcji kutrów rybackich lub innych małych statków. Napęd ścigaczy okrętów podwodnych stanowiły na ogół silniki spalinowe, a prędkość większości wynosiła w granicach 15-25 węzłów.
Głównym sposobem ataku ścigaczy okrętów podwodnych było przepłynięcie nad ustaloną lub domniemaną pozycją okrętu podwodnego i obrzucenie go bombami głębinowymi ze zrzutni rufowych lub miotaczy, ewentualnie atak na pozycję okrętu podwodnego przed dziobem z wyrzutni rakietowych bomb głębinowych, w przypadku okrętów w nie wyposażonych. W miarę dużego postępu w konstrukcji okrętów podwodnych po II wojnie światowej, klasa ścigaczy okrętów podwodnych stała się jednak mało skutecznym środkiem walki. W latach 50.-60. XX wieku ścigacze okrętów podwodnych zostały więc wyparte przez większe i doskonalsze okręty przeciwpodwodne – korwety i jeszcze większe fregaty, których głównym uzbrojeniem stały się torpedy przeciw okrętom podwodnym i śmigłowce pokładowe. Po tym okresie, ścigacze okrętów podwodnych pozostały na uzbrojeniu już nielicznych marynarek wojennych, w tym polskiej. Z uzbrojenia polskiej Marynarki Wojennej ścigacze polskiego projektu 912M, mało skuteczne już w momencie wejścia do służby, wycofano dopiero w 2004.

## Przykładowe charakterystyki
Główne źródło:
| Nazwa (typ)             | Państwo/ rok wejścia do służby | Wyporność standardowa/ pełna [t] | Długość/ szerokość [m] | Uzbrojenie (liczba x kaliber dział)                | Prędkość [w.] | Uwagi                                           |
| ----------------------- | ------------------------------ | -------------------------------- | ---------------------- | -------------------------------------------------- | ------------- | ----------------------------------------------- |
| Typ SC (110ft)          | USA 1917                       | 77/85 t                          | 33,5/4,5 m             | 1x76 mm, 2 km, 1 mbg, bg                           | 18 w.         | [ 4 ]                                           |
| Typ MO-4                | ZSRR 1937                      | 53/56,5 t                        | 26,9/4 m               | 2x45 mm, 2 wkm, 8 bg                               | 24-25,5 w.    | kutry o uniwersalnym zastosowaniu               |
| Typ Fairmile B          | Wlk.Brytania 1940              | 75,5 / 85,6 t                    | 34,7 / 5,6 m           | 1×47 mm, 1-3×20 mm, mbg, bg, miny                  | 18 w.         | uniwersalne kutry, stosowano różne uzbrojenie   |
| Typ PC                  | USA 1940                       | 414/463 t                        | 52,9/7 m               | 1x76 mm, 1x40 mm, 2 Mousetrap, 2 mbg, bg           | 19 w.         | dane późnych okrętów                            |
| Typ 13 (Ch 13)          | Japonia 1940                   | 438/453 t                        | 51/6,7 m               | 1x76 mm, 3x25 mm, 2 wkm, 2 mbg, 36 bg              | 16 w.         | dane późnych okrętów                            |
| Typ Ch-5                | Francja 1940                   | 107/137 t                        | 37,1/5,6 m             | 1x75 mm, 2 km, 36 bg                               | 15,5 w.       | używane także przez Polskę                      |
| Typ SC (110 ft)         | USA 1941                       | 121/136 t                        | 33,8/5,2 m             | 1x40 mm, 3x20 mm, 2 Mousetrap, 2 mbg, bg           | 21 w.         | dane późnych okrętów                            |
| Typ VAS                 | Włochy 1942                    | 68 t                             | 28/4,3 m               | 1-2x20 mm, 2 km, 2 wt 450 mm, 26 bg                | 20 w.         | [ 1 ]                                           |
| Typ OD-200              | ZSRR 1943                      | 44,2/47,2 t                      | 23,4/4 m               | 1x37 mm, 4 wkm, 12 bg                              | 24 w.         | małe ścigacze, używane w Polsce                 |
| Proj. 122bis (Kronstad) | ZSRR 1948                      | 300/330 t                        | 52,1/6,5 m             | 1x85 mm, 2x37 mm, 6 wkm, 2 wrbg MBU-900, 2 mbg, bg | 18 w.         | duże ścigacze, używane w Polsce                 |
| Typ Le Fougueux         | Francja 1954                   | 325/400 t                        | 53,1/7,3 m             | 2x40 mm, 2x20 mm, 1 mbg 120 mm, 2 mbg, bg          | 19 w.         | dane późnych okrętów                            |
| Proj. 201M (SO-1)       | ZSRR ok.1957                   | 170/215 t                        | 42/6,1 m               | 4x25 mm, 4 wrbg RBU-1200, 2 mbg, bg                | 28 w.         | [ 3 ]                                           |
| Proj. 12.4 (Hai III)    | NRD 1965                       | ?/320 t                          | 51,6/6,6 m             | 4x30 mm, 4 wrbg RBU-1200, 40 bg, do 48 min (opcja) | 17/32 w.      | napęd silnikami albo turbinami gazowymi (CODOG) |
| Proj. 912M              | Polska 1970                    | 212/235 t                        | 41,3/6,29 m            | 4x30 mm, 24 bg, 8 min (opcja)                      | 24 w.         | [ 7 ]                                           |